# Salvia alatipetiolata
Salvia alatipetiolata là một loài thực vật có hoa trong họ Hoa môi. Loài này được Sun miêu tả khoa học đầu tiên năm 1960.